# Jan Altinkbrug
De Jan Altinkbrug is een verkeersbrug ten oosten van Hoogkerk, een dorp in en een wijk van de Nederlandse stad Groningen. De brug is genoemd naar de Groninger Ploeg-schilder Jan Altink (1885-1971). Ze werd ontworpen door M. Schmitt en is in 2003 in gebruik genomen. De Jan Altinkbrug overspant het Hoendiep en de U.T. Delfiaweg. Eroverheen loopt de Johan van Zwedenlaan, de zuidoostelijke rondweg van Hoogkerk.